# 코넥스
코넥스(KONEX, KOrea New EXchange)는 2013년 설립된 대한민국의 주식시장이다. 창업 초기의 중소,벤처기업들이 자본시장을 통해 필요한 자금을 원활하게 조달할 수 있도록 개설된 중소기업 전용 주식시장이다. 코스닥(KOSDAQ)에 비해 진입 문턱과 공시부담을 크게 낮춘 시장으로 중소기업이 코넥스 시장 상장 후 공신력과 성장성을 확보해 코스닥(KOSDAQ)시장으로 이전 상장하는 것을 목표로 하고 있다.

## 요건

### 진입
일반기업부로 상장을 원하는 경우 (1) 직전연도 감사의견 적정, (2) 지정자문인(증권사) 지정(선임계약 체결) 요건, (3) 기타요건(양도제한이 없을 것, 거래소가 정하는 액면가액, 공익/투자자 보호) 등을 모두 충족해야 한다.
다만, 특례상장을 원하는 경우에는 상기 일반기업부의 요건 중 (2)가 면제되고, 특례상장 유형별로 각각 추가적인 요건이 부과된다.
(1) 스타트업기업부(기술특례상장) 상장시 추가요건 :  지정기관투자자(VC 등)으로부터의 투자(지분율 10% 또는 투지금액 30억원 이상) 및 상장 동의요건, 기술평가등급(BB 이상)을 충족해야 한다.
(2) 크라우드펀딩기업부(크라우드펀딩특례상장)상장시 추가요건 : 크라우드펀딩 발행금액(신규상장 신청전 보통주로 전환된 종류주식 포함) 및 참여자수 요건을 충족해야 한다.
```
  - 발행금액 : 3억원 이상(다만, KSM 등록 크라우드펀딩기업의 경우 1.5억원 이상)
  - 투자자수 : 50인 이상(다만, KSM 등록 크라우드펀딩기업의 경우 20인 이상)
   * 다만, 투자자수 산정시 50만원 미만 투자자 및 자본시장법시행령 11조2항3호 해당자는 제외하며, 투자금액 1천만원 이상 투자자가 2인 이상 포함되어야 함
```

#### 코스닥시장과 진입요건 비교
| 요건                      | 코스닥(일반)                                                                                | 코스닥(벤처)                                                                                | 코넥스(일반)                                  |
| ------------------------- | ------------------------------------------------------------------------------------------- | ------------------------------------------------------------------------------------------- | --------------------------------------------- |
| 설립연수                  | 3년                                                                                         | -                                                                                           | -                                             |
| 자기자본                  | 30억원                                                                                      | 15억원                                                                                      | -                                             |
| 감사의견                  | 적정                                                                                        | 적정                                                                                        | 적정                                          |
| 이익규모 등 (①②③ 중 택일) | ①순이익 20억 ②ROE 10% ③매출100억&시총300억                                                  | ①순이익 10억 ②ROE 5% ③매출50억&시총300억                                                    |                                               |
| 자본잠식                  | 자본잠식 없을 것                                                                            | 자본잠식 없을 것                                                                            | -                                             |
| 경영성과                  | 경영성과 시현                                                                               | 경영성과 시현                                                                               | -                                             |
| 지배구조 등               | 상근감사,사외이사 충족, 합병 등 요건 충족                                                   | 상근감사,사외이사 충족, 합병 등 요건 충족                                                   | (좌동)                                        |
| 기타                      | 상장전 유무상 증자·최대주주변경/상장후 지분매각 제한 분산요건(소액주주500명, 25% 이상) 충족 | 상장전 유무상 증자·최대주주변경/상장후 지분매각 제한 분산요건(소액주주500명, 25% 이상) 충족 | -                                             |
| 지정자문인                | (상장주선인)                                                                                | (상장주선인)                                                                                | 필수                                          |
| 질적심사                  | 재무안정성,수익성,기술력,경영투명성 등 종합심사                                             | 재무안정성,수익성,기술력,경영투명성 등 종합심사                                             | 지정자문인의 상장적격성보고서를 기준으로 심사 |

### 지정자문인 제도
기업 신규상장 및 상장유지를 지원하는 업무를 수행하며 시중 증권사에서 담당한다. 기업발굴 및 상장적격성 심사, 전문투자자 대상 주식판매 주선 업무와 상장 후 제반 법규준수 자문, 공시 대리, 유동성 공급, 정보비대칭 해소 등의 역할을 한다.

### 시장참여
시장개설당시 상장기업이 창업 초기의 중소기업인 점과 공시의무가 완화된 점을 감안해 투자자 자격을 전문투자자(기관등) 또는 기본예탁금(1억원, 현금+대용증권 포함)을 충족한 일반투자자로 제한했다. 
다만, 모험자본 회수시장이라는 정체성을 감안하여 벤처캐피탈(VC), 전문엔젤투자자,개인투자조합 및 창업기획자(액셀러레이터)에 대해서는 기본예탁금 적용을 면제하고 있다. 
일반투자자에 대한 투자기회 제한이란 지적이 있어서 2015년 7월 27일부터 소액투자전용계좌가 도입되어 고위험 투자성향이 인정되는 일반투자자가 소액투자전용계좌를 개설한 경우 연간 3천만원까지 투자를 허용하고 있다. 
기본예탁금 제도는 매수시 적용되는 제도로서, 코넥스 상장기업 주식을 보유한 일반투자자가 매도하는 경우에는 기본예탁금 보유 여부와 관계없이 매도주문을 제출할 수 있다. 
또한 하이일드펀드 또는 코넥스 하이일드펀드(분리과세 고위험고수익투자신탁) 등 코넥스상장주식을 편입하는 조건의 금융투자상품을 통해서도 코넥스 상장주식에 대한 간접 투자를 할 수 있다.

## 같이 보기
- 코스닥
- 코스닥 지수